# Salvador Ventura Zamora
Salvador Ventura Zamora és un biòleg, bioquímic i professor universitari català.
Llicenciat en Biologia per la Universitat de Barcelona (UB), Màster en Bioquímica i Biologia Molecular i Doctor en Biologia per la per la Universitat Autònoma de Barcelona (UAB), Salvador Ventura és catedràtic de Bioquímica i Biologia Molecular de la UAB des de l'any 2011, on també és investigador ICREA Acadèmia, i on ha estat Director de l'Institut de Biotecnologia i Biomedicina (IBB) de la UAB entre els anys 2017 i 2020. Anteriorment, va treballar com a investigador postdoctoral (1999-2002) a l'EMBL-Heidelberg, ha estat investigador a la Harvard Medical School (EUA) i al Karolinska Institutet (Suècia) entre altres centres. Es va reincorporar a la UAB com a investigador Ramon y Cajal l'any 2003. La seva recerca ha anat dirigida a investigar el vincle entre l'estructura proteica i les malalties degeneratives per crear noves molècules per tractar-les.
La recerca de Salvador Ventura, que és autor de més de 300 articles de recerca, a més de diversos capítols de llibres i 18 patents, s'ha dirigit i desenvolupat principalment a l'àrea de les malalties conformacionals causades pel mal plegament de proteïnes.
El 31 de maig del 2024 fou nomenat director de l'Institut d'Investigació i Innovació Parc Taulí (I3PT)-CERCA pel Patronat de la institució. Ventura assumirà la direcció de l'I3PT a partir de l'1 de setembre de 2024.
Entre els reconeixements que ha rebut durant la seva trajectòria proessional es troben el Premi a l'Excel·lència de Recerca UAB 2008, el Premi Bruker "Manuel Rico" 2020 de la Societat Espanyola de Biofísica i els Premis ICREA-Acadèmia 2009, 2015 i 2020 en Ciències de la Vida i Medicina, el premi a la Transferència UAB 2022 i la Medalla Narcís Monturiol 2022. És cofundador d'Eureka NanoBioEngineering, empresa enfocada en la creació de nanobiodispositius y nanobiomaterials avançats. Fou elegit membre de l'Academia Europaea en reconeixement de la seva tasca investigadora.